# Nagarro
Nagarro é uma companhia alemã de serviços de TI, com sede em Munique na Alemanha. A empresa foi fundada em 2020 como um spin-off da Allgeier SE. A empresa está listada na bolsa de valores de Frankfurt desde dezembro de 2020. Nagarro foi incluído no índice SDAX em junho de 2021 e no TecDAX da Deutsche Börse em dezembro de 2021. As atividades da empresa incluem produtos digitais e serviços de TI, especialmente para os setores automotivo, de energia e telecomunicações.

## História
A Nagarro inicialmente foi criada na Índia em 1996 por Manmohan Gupta, Michael Schmidt, Jörg Dietmann, Manish Krishnan, Manas Human, Vishwanath Rajashekarappa e Vikram Sehgal e que no seu inicio era apenas um pequeno escritório, em julho de 2011 ela foi comprada pela empresa alemã Allgeier e ela passou a ser uma divisão de serviços globais da Allgeier.Na época a sede da Nagarro ficava no Vale do Silício nos Estados Unidos.
Em agosto de 2020, o conselho de administração da Allgeier aprovou a cisão da Nagarro a partir do dia 14 de agosto de 2020.
Em dezembro de 2020, começou a ser negociada na Bolsa de Valores de Frankfurt, o preço inicial das ações foi de 69,00 euros e o valor de mercado foi de 785,5 milhões de euros, após isso foi concluída a operação de cisão da empresa.
Um ano depois da abertura de capital, a empresa passou a fazer parte do índice TecDAX da bolsa de valores alemã.
Em outubro de 2024, adquiriu a empresa britânica de serviços baseados em transformação de dados no setor de serviços financeiros FWD View Limited.

## Produtos e setores
A Nagarro SE projeta, desenvolve e implementa principalmente software para a indústria nos casos em que nenhum software padrão disponível no mercado é adequado. A empresa usa o termo engenharia de produto digital para esse fim. Além dos setores automotivo, de energia e de telecomunicações, a empresa também tem como foco também bancos e seguradoras, administração pública, desenvolvedores de mídia e jogos de computador, entre outros.

## Pessoal e locais
Em dezembro de 2024, a empresa afirmou que tinha uma força de trabalho de mais de 17.695 funcionários. Os funcionários estavam espalhados por 37 países na Europa, África, Ásia e América do Norte.
O mercado principal da empresa é a América do Norte, a Europa fica em segundo. Cerca de 10% de todo o faturamento anual da empresa vem da Índia e de onde 12.000 do cerca de 18.000 funcionários que a Nagarro tinha em 2023 estão no país asiático.

## Finanças
As finanças da empresa, a partir de cada ano fiscal:
| Ano                                     | 2017 | 2018 | 2019  | 2020  | 2021   | 2022   | 2023   | 2024   |
| --------------------------------------- | ---- | ---- | ----- | ----- | ------ | ------ | ------ | ------ |
| Faturamento Total (em milhões de euros) | 211  | 287  | 402   | 430   | 546    | 856    | 912    | 972    |
| Lucro líquido (em milhões de euros)     | 3    | 7    | 25    | 18    | 30     | 77     | 52     | 49     |
| Ativos totais (em milhões de euros)     | 167  | 298  | 343   | 388   | 526    | 621    | 666    | 795    |
| Número de funcionários                  | ...  | ...  | 8.406 | 8.666 | 13.684 | 18.250 | 18.000 | 17.695 |